# 佐野市駅

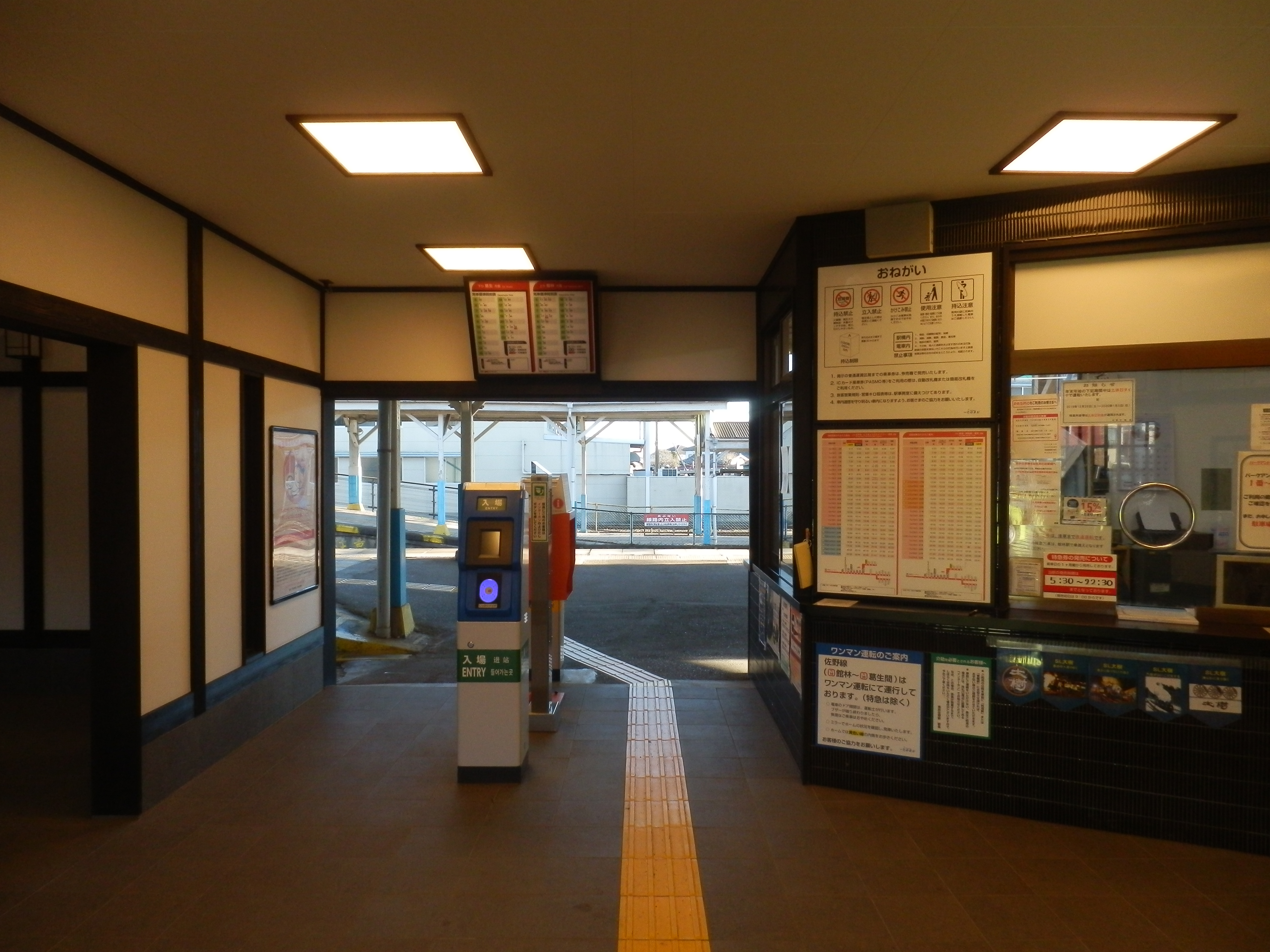
改札口（2020年1月）

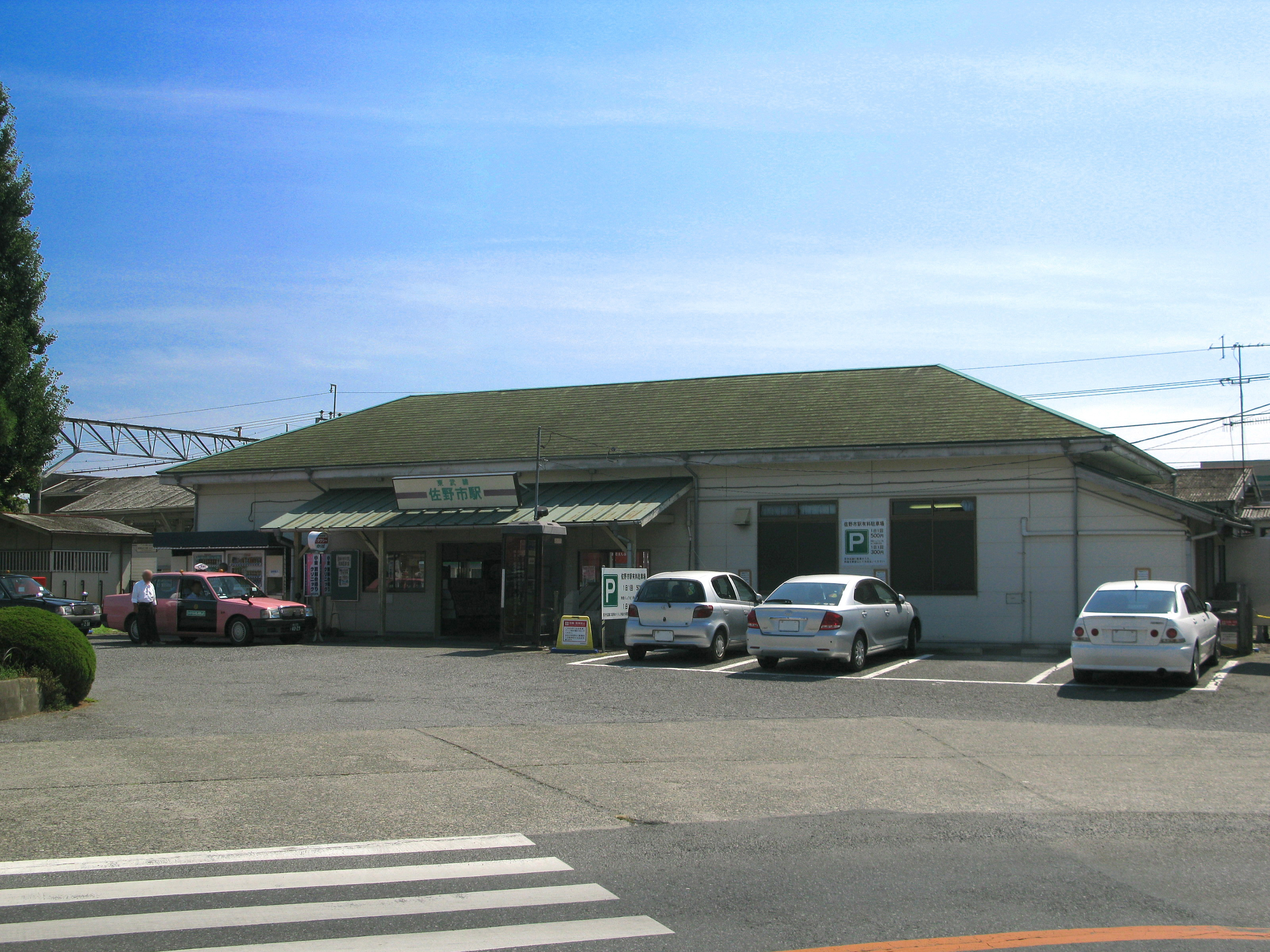
リニューアル前の駅舎（2012年10月）

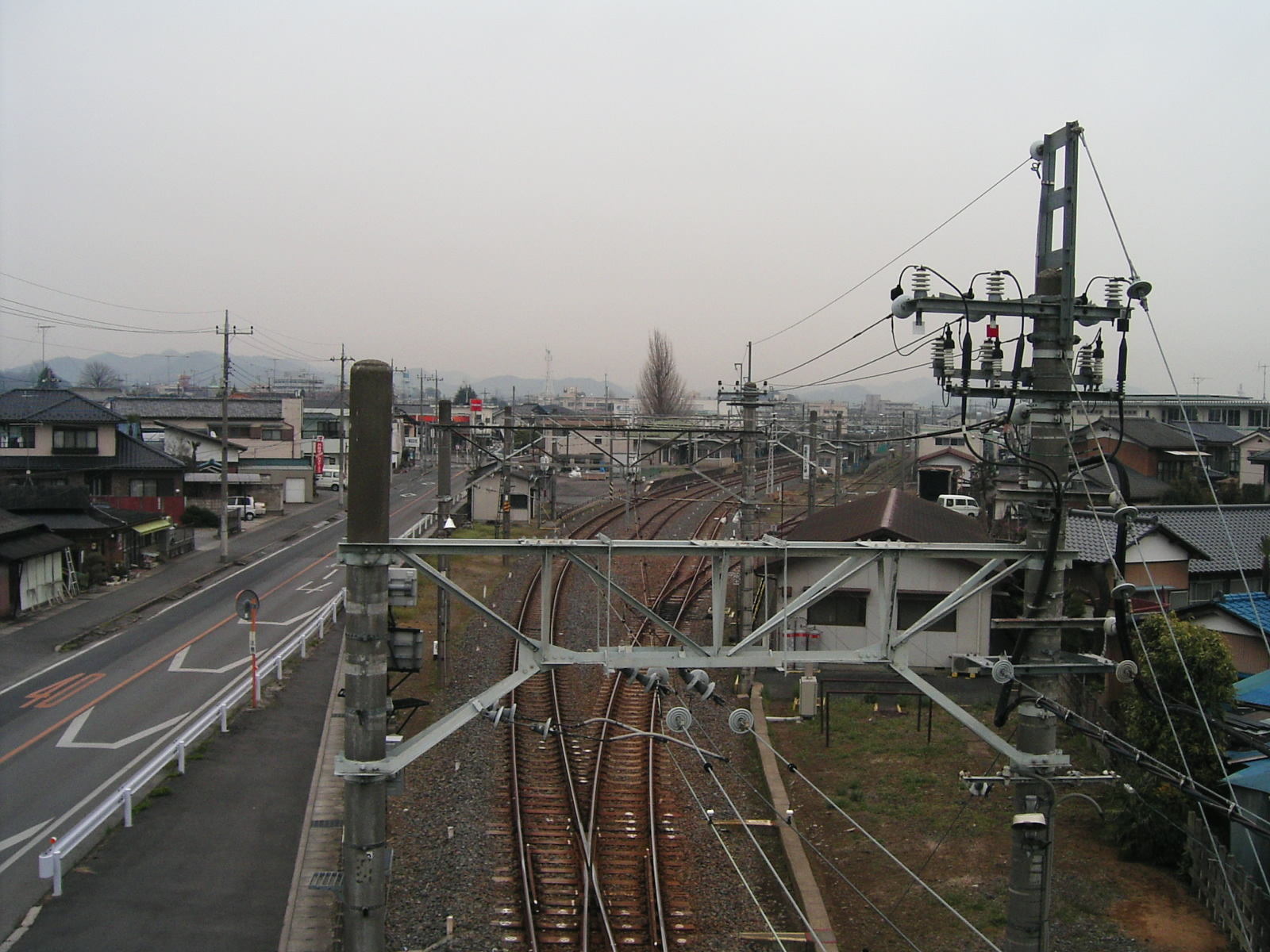
構内遠景（2007年3月）

佐野市駅（さのしえき）は、栃木県佐野市上台町にある東武鉄道佐野線の駅である。特急「リバティりょうもう」停車駅。駅番号はTI 33。

## 年表
- 1914年（大正3年）8月2日 佐野町駅として開業[2][1]。
- 1943年（昭和18年）4月1日 佐野市駅に改称[1]。

## 駅構造
相対式ホーム2面2線の地上駅。駅舎は1番線ホーム側に立地し、2番線ホームとは地下道により連絡している。
葛生方面行きの列車では東日本旅客鉄道（JR東日本）両毛線との乗換駅は当駅ではなく隣の佐野駅である旨のアナウンスがあり、1番線ホームには注意書きも掲出されている。
中線を有しているが、貨物輸送が廃止されてからは使用されなくなり、現在では線路が一部撤去されている。また、2番線の反対側には旧3番線の線路とホームのない側線が残っているが現在は使用されておらず、葛生寄りで線路が途切れている。
駅スタンプを常備しており、利用時は改札口に申し出ると利用できる。
2009年（平成21年）6月5日までは館林駅と当駅を結ぶ区間列車が1往復設定されていたが、翌6日実施のダイヤ改正により佐野駅発着に延長された（その後2017年に佐野発着便が葛生発着に延長されたことで、佐野線において途中駅発着の便の運行はなくなった）。

### のりば
| 番線 | 路線   | 方向 | 行先     |
| ---- | ------ | ---- | -------- |
| 1    | 佐野線 | 下り | 葛生方面 |
| 2    | 佐野線 | 上り | 館林方面 |

## 利用状況
2024年度の1日平均乗降人員は615人である。
近年の1日平均乗降人員の推移は下表の通りである｡
| 年度               | 1日平均 乗降人員 | 出典       |
| ------------------ | ---------------- | ---------- |
| 2001年（平成13年） | 938              |            |
| 2002年（平成14年） | 877              |            |
| 2003年（平成15年） | 838              |            |
| 2004年（平成16年） | 814              |            |
| 2005年（平成17年） | 798              |            |
| 2006年（平成18年） | 766              |            |
| 2007年（平成19年） | 780              |            |
| 2008年（平成20年） | 793              |            |
| 2009年（平成21年） | 763              |            |
| 2010年（平成22年） | 704              |            |
| 2011年（平成23年） | 726              |            |
| 2012年（平成24年） | 764              |            |
| 2013年（平成25年） | 764              |            |
| 2014年（平成26年） | 760              |            |
| 2015年（平成27年） | 758              |            |
| 2016年（平成28年） | 739              |            |
| 2017年（平成29年） | 758              |            |
| 2018年（平成30年） | 740              |            |
| 2019年（令和元年） | 696              |            |
| 2020年（令和02年） | 415              |            |
| 2021年（令和03年） | 481              | [ 東武 2 ] |
| 2022年（令和04年） | 531              | [ 東武 3 ] |
| 2023年（令和05年） | 568              | [ 東武 4 ] |
| 2024年（令和06年） | 615              | [ 東武 1 ] |

## 駅周辺
佐野市街南端に位置する。佐野新都市の最寄駅ではあるが道のりで3 km以上離れており、隣の佐野駅でのバス乗り換え利用が推奨されている。
- 佐野警察署
- 佐野市文化会館
- 佐野植上郵便局
- 惣宗寺（佐野厄除け大師）
- セントラルスポーツクラブ佐野（旧・東武スポーツクラブ さの）
- ヨークベニマル 佐野田島町店

## 隣の駅
東武鉄道
 佐野線
- ■特急「リバティりょうもう」停車駅

■普通
田島駅 (TI 32) - 佐野市駅 (TI 33) - 佐野駅 (TI 34)